# Christian Schwegler (Fussballspieler)
Christian Schwegler (* 6. Juni 1984 in Ettiswil) ist ein ehemaliger Schweizer Fussballspieler, der zuletzt beim FC Luzern in der Schweizer Super League unter Vertrag stand.

## Karriere

### Vereine
Vor der Saison 2005/06 wechselte Schwegler vom FC Luzern aus der Schweizer Challenge League zu Arminia Bielefeld in die deutsche Bundesliga. Zur Winterpause 2005/06 wechselte er zurück in die Schweiz zu BSC Young Boys. Dort war er Stammspieler auf den defensiven Aussenbahnen.
Schwegler wechselte am 1. Juni 2009 für eine Ablöse von 950'000 Euro zum österreichischen Meister FC Red Bull Salzburg. In seiner ersten Saison wurde er zum Stammspieler mit 35 Einsätzen in der Bundesliga. In der Herbstsaison 2010/11 erlitt er einen Sehnenriss im linken Oberschenkel und stand den Rest der Saison nicht mehr zur Verfügung.
Zur Saison 2017/18 kehrte Schwegler zum FC Luzern zurück, bei dem er einen bis Juni 2019 gültigen Vertrag erhielt. Anfang 2020 wurde er Captain des FC Luzern.
Sein Vertrag wurde am 9. Juni 2020 um ein Jahr bis Ende Juni 2021 verlängert. Nach der Saison 2020/21 trat Schwegler zurück.

### Nationalmannschaft
Schwegler bestritt insgesamt sechs Spiele für das Schweizer U21-Nationalteam.

## Sonstiges
Christian Schwegler ist für seine weiten Einwürfe (über 35 Meter) bekannt.
Er ist der ältere Bruder von Pirmin Schwegler, der ebenfalls ehemaliger Fussballspieler ist.

## Erfolge

### FC Red Bull Salzburg
- Österreichischer Meister: 2010, 2012, 2014, 2015, 2016, 2017
- Österreichischer Cupsieger: 2012, 2014, 2015, 2016, 2017

### FC Luzern
- Schweizer Cupsieger:  2021